# Сафьянов (аал)
Сафьянов — аал в Аскизском районе Хакасии, находится в 48 км к северу от райцентра — села Аскиз. Расстояние до ближайшей ж.-д. станции Ханкуль (Абакан — Новокузнецк) — 7 км. Расположен на реке Абакан.
Число хозяйств 15, население 50 чел. (01.01.2004), хакасы.
Образован в 1933. Являлся фермой сельскохозяйственного предприятия «Аскизское» (племенное овцеводство).

## Население
| 2002 | 2010 |
| ---- | ---- |
| 55   | ↘51  |